# Rauf Hajiyev
Rauf Hajiyev (Bakú, 15 de maig de 1922 - 19 de setembre de 1995) fou un compositor soviètic azerbaidjanès. Artista del Poble de l'URSS, va ser Ministre de Cultura de la República Socialista Soviètica de l'Azerbaidjan. També va contribuir al renaixement de la música de jazz a l'Azerbaidjan a la dècada de 1960.